# (432) Pythia
(432) Pythia est un astéroïde de la ceinture principale découvert par Auguste Charlois le 18 décembre 1897.
Le nom Pythie vient du nom de la prêtresse de l’Oracle de Delphes (voir Pythie).